# Schloss Bladenhorst

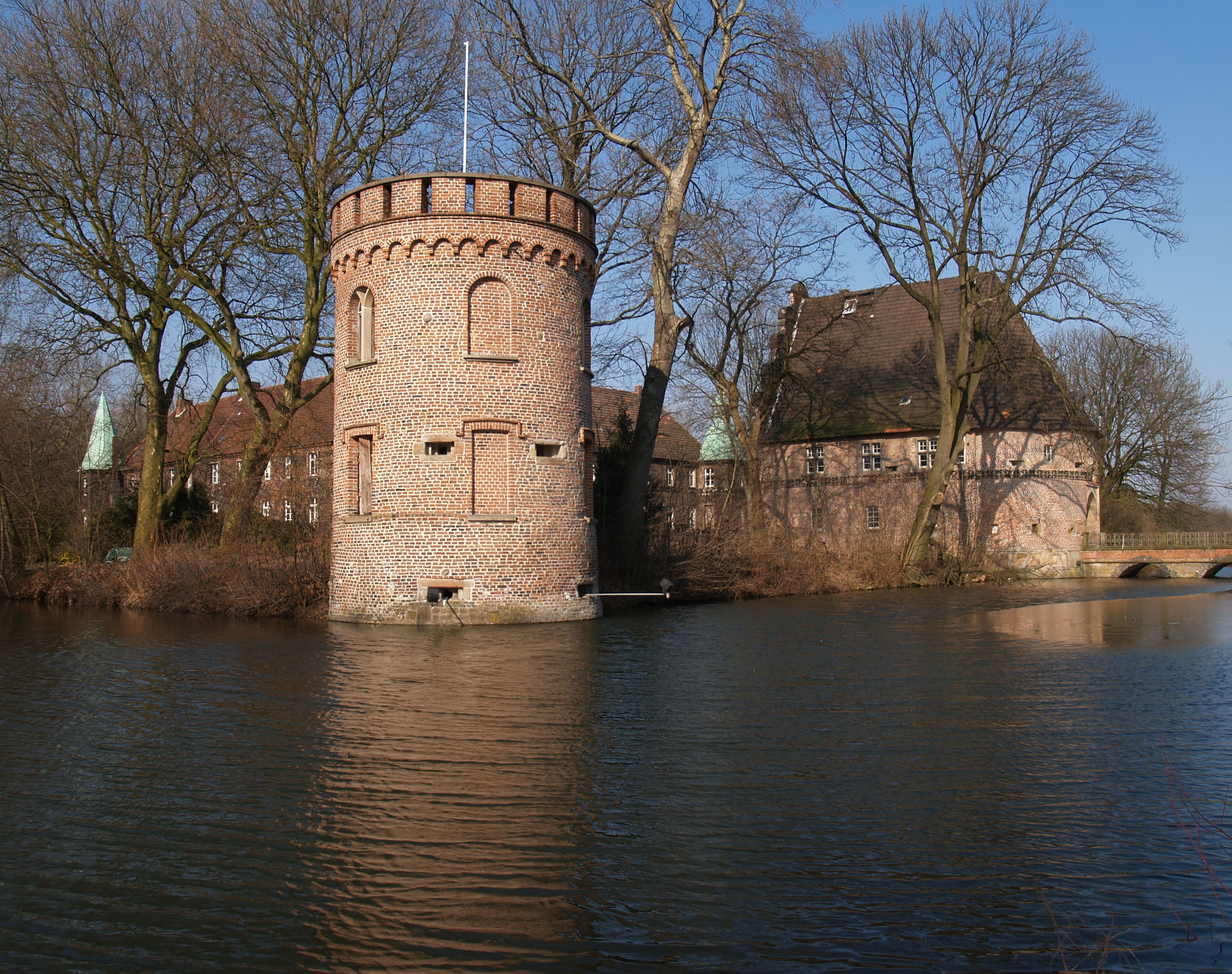
Schlossanlage von südwest

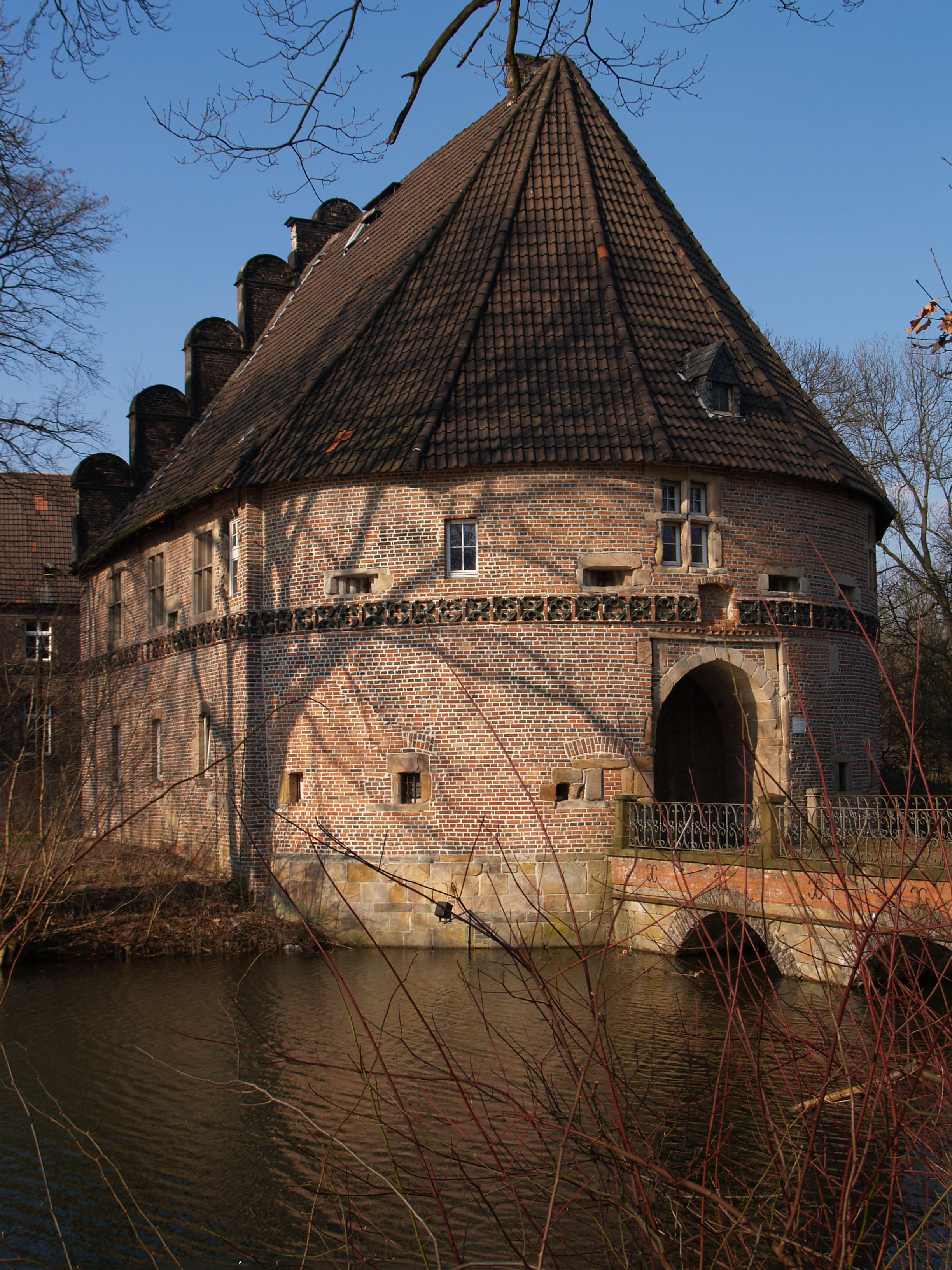
Schlossbrücke und Torhaus

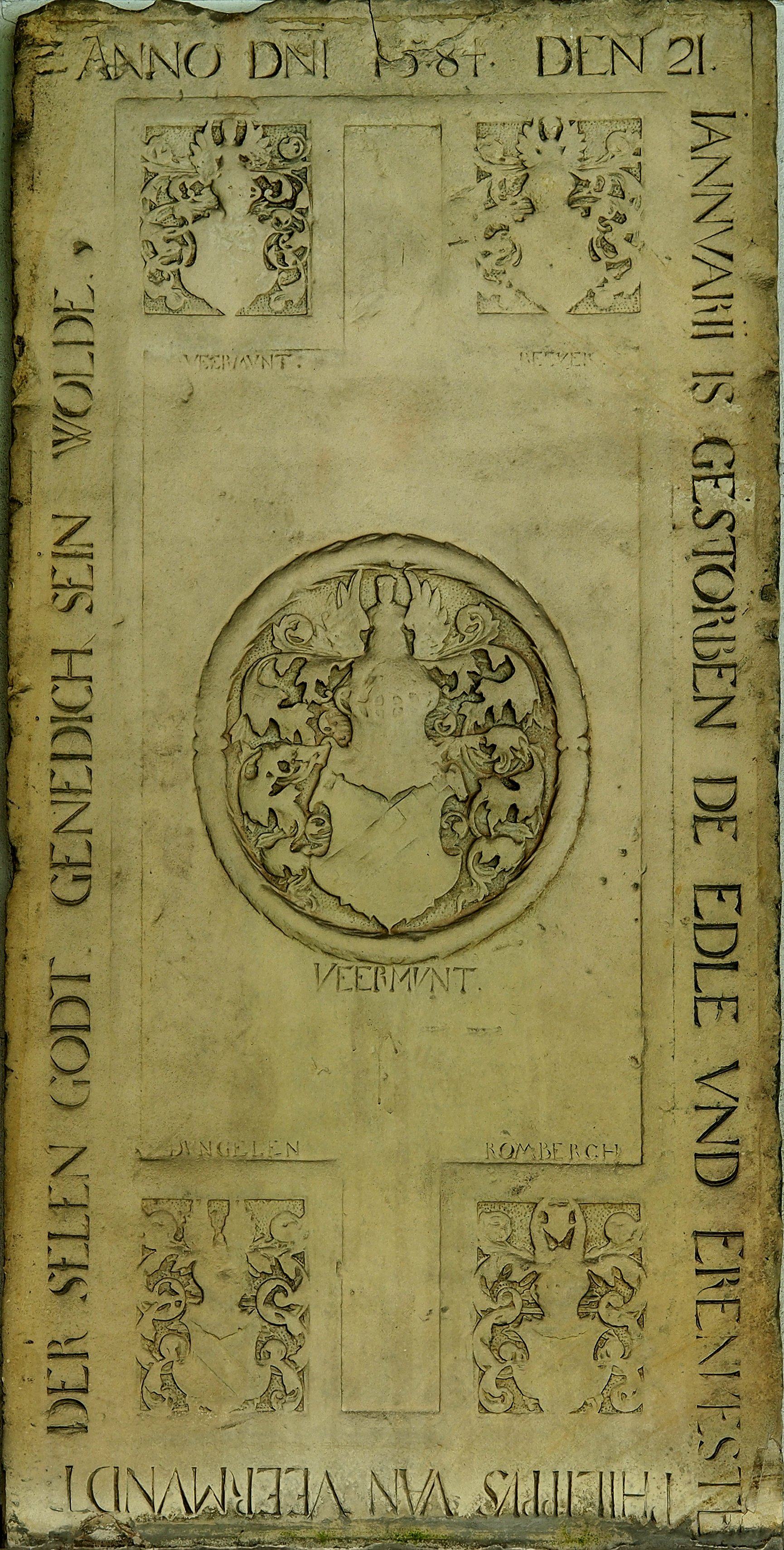
Grabplatte von Philipp d. J. von Viermund († 1584), dem Vollender des Schlosses

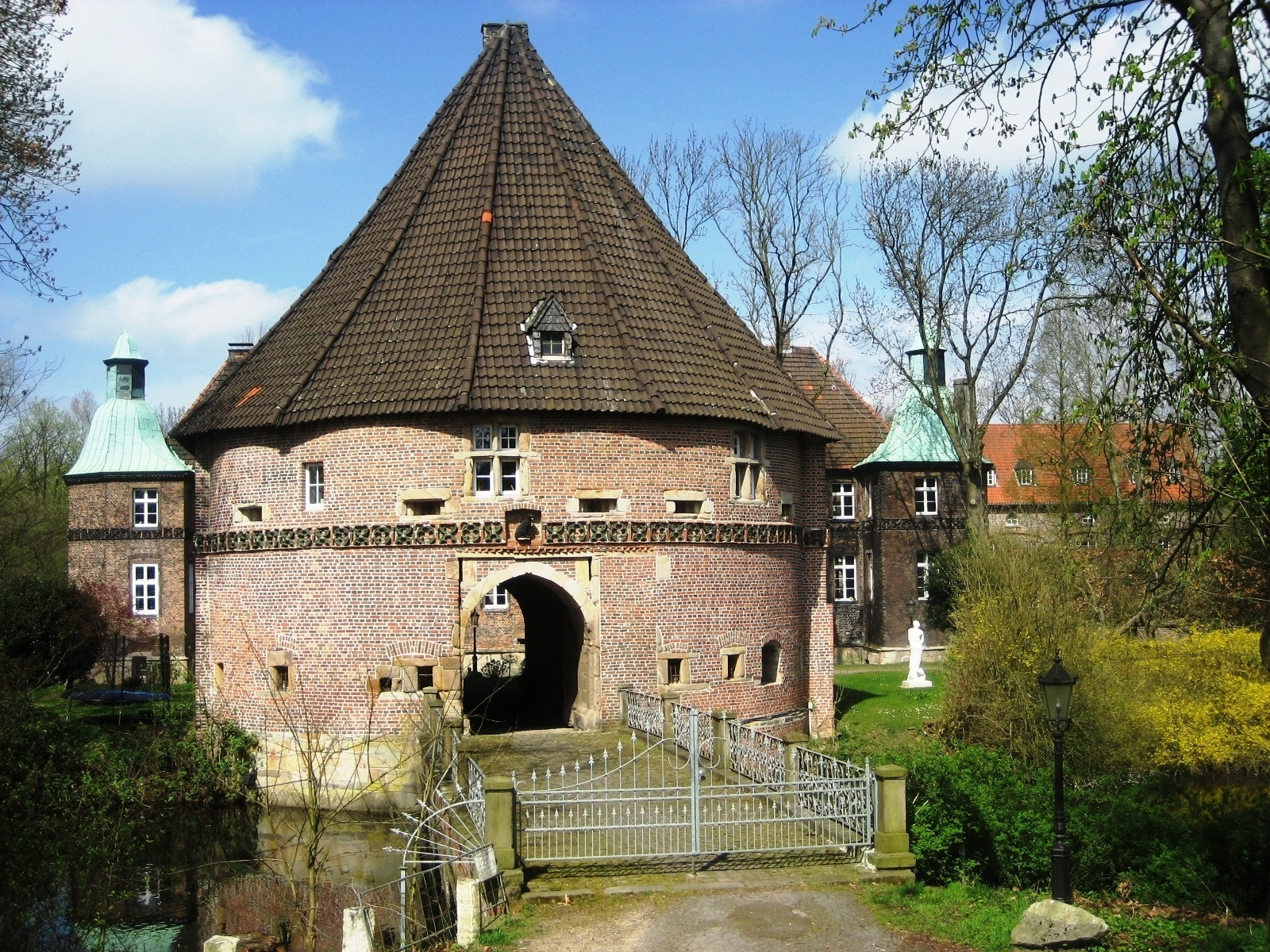
Torhaus im April 2015, im Hintergrund der Südflügel.

Schloss Bladenhorst ist ein Wasserschloss im Stadtteil Bladenhorst der Stadt Castrop-Rauxel.

## Geschichte
Die Burg wird urkundlich erstmals 1266 erwähnt. Einst lebten dort die Ritter von Blarnhurst, zu Beginn des 14. Jahrhunderts dann die Familie von Düngelen. 1338 stellte Rötger von Düngelen dem Grafen von Kleve seinen Besitz als Offenburg zur Benutzung im Kriegsfall zur Verfügung. Durch Heirat gelangte die Burg 1496 an Philipp von Viermundt († 1528), 1624 bis 1891 an die Freiherren von Romberg, die sie ererbt hatten. Danach im Erbgang bis 1924 waren die Freiherren Weichs zur Wenne und anschließend die Klöckner-Werke für die Geschicke des Schlosses verantwortlich.
Die Anlage bestand ursprünglich aus vier Flügeln. Das als Wehrbau angelegte Torhaus ist der älteste Teil der Anlage, die Kapelle ging auf das Jahr 1332 zurück (Abbruch 1941). Das Schloss im Stile der Spätrenaissance stammt aus den Jahren des Umbaus von 1530 bis 1584 und ist bewohnt. Da das Schloss in Privatbesitz ist, gibt es keine Führungen oder Besichtigungen.
Am 16. Februar 2006 wurde die Sparkasse Vest Eigentümerin des Schlosses. Nachdem sie dieses vier Jahre zwangsverwaltet hatte, erwarb sie es im Zuge einer Versteigerung. Ein Teil des Nordflügels besteht seit dem Jahr 2001 aus selbstgenutzten Eigentumswohnungen, der übrige Teil des Schlosses ist im Januar 2007 in den Besitz des Dortmunders Bodo Möhrke übergegangen.
2010 wurde der letzte Teil des Gräftenhauses bezugsfähig. Ein Jahr später konnte das alte Torhaus wieder als Wohnung genutzt werden. Das Schlossgelände ist Bestandteil des Landschaftsparks Bladenhorst und im Stil eines englischen Landschaftsgartens angelegt.
In unregelmäßigen Abständen finden im Rittersaal oder im Schlossinnenhof Lesungen, Konzerte, Vorträge, Dinnerveranstaltungen, Wein- und Sommerfeste statt. Regelmäßig öffnet sich das Schloss für Besucher am jährlichen Tag des offenen Denkmals im September. Häufig sind auch Oldtimer anlässlich diverser Rundfahrten zu Gast. Seit 2015 finden im Rittersaal standesamtliche Trauungen der Stadt Castrop-Rauxel statt.

## Lage
Schloss Bladenhorst liegt in der Bruchlandschaft des Emscherlandes zwischen den Gewässerläufen der Emscher, des Deininghauser Bachs und des Salzbachs. Die natürlichen Gegebenheiten dieser Landschaft ermöglichte die Anlage der Schlossgräfte. Ende des 19. Jahrhunderts wurde in unmittelbarer Nähe des Schlosses ein Zweigkanal des Dortmund-Ems-Kanals vom Schiffshebewerk Henrichenburg bis Herne gebaut. Als Rhein-Herne-Kanal wurde er der durchgehende Schifffahrtsweg im Emschertal. Der feuchte Charakter des Niederungswaldes ist in der Umgebung des Schlosses und im Bereich der Dickenheide und des Castroper Holzes noch gut erkennbar. Zahlreiche Gräben entwässern das Gebiet.
- Adresse: Westring 346, 44579 Castrop-Rauxel